# Yamato-Belgica-Komplex
Der Yamato-Belgica-Komplex wird als spät neoproterozoisches bis kambrisches orogenes Terran im ostantarktischen Königin-Maud-Land angesehen. Es besteht aus den Yamato- und Belgica Mountains, die magmatischem Ursprung sind und metamorph überprägt wurden.

Karte der Antarktis mit Ostantarktika und den umliegenden Gewässern
Lage des Königin-Maud-Landes

## Namensgebung
Die Yamato Mountains (Gebirge des großen Friedens) erhielten ihren Namen nach der Japanese Antarctic Research Expedition, die in diesen Gebiet zwischen 1968 und 1977 geomorphologische und geologische Untersuchungen durchführten. Zuvor wurde das Gebirge von einer belgischen Antarktik-Expedition (1959 bis 1961) entdeckt und Anfang Oktober 1960 aus der Luft fotografiert. Es wurde nach der belgischen Königin Fabiola Mora y Aragón in benannt. In der Fachliteratur hat sich der Begriff Yamato Mountains eingebürgert.
Die Belgica Mountains verdanken ihre Entdeckung ebenfalls einer belgischen Antarktik-Expedition, die zwischen 1957 und 1958 durchgeführt wurde. Namengebend für das Gebirge war das Expeditionsschiff Belgica der ersten belgischen Antarktisexpedition von 1897 bis 1899.

## Lage und Erstreckung

Königin-Maud-Land mit dem Lützow-Holm-Komplex, der Sôya Coast und dem Yamato-Belgica-Komplex
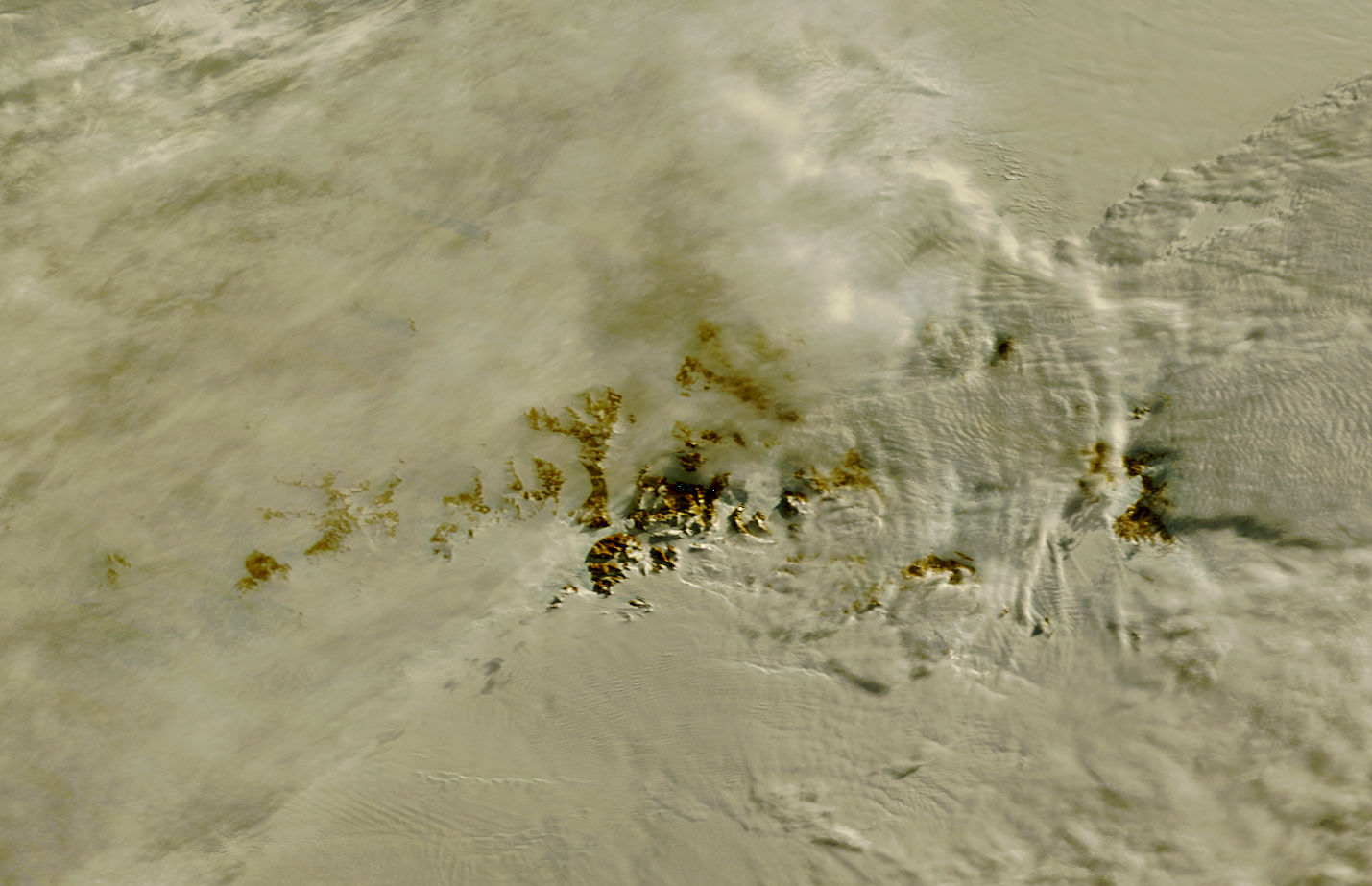
Satellitenaufnahme des Sør-Rondane-Gebirges

Der Yamato-Belgica-Komplex (YBK) liegt im zentralöstlichen Königin-Maud-Land (Dronning Maud Land) und erstreckt sich von der östlich liegenden Sôya Coast an der Lützow-Holm-Bucht und südwestlich bis zum Sør-Rondane-Gebirge. Die Sôya Coast stellt den westlichen Abschnitt des Lützow-Holm-Komplexes dar. Der YBK ist unterteilt in die nördlichen Yamato Mountains (Königin-Fabiola-Gebirge) und die südwestlichen liegenden Belgica Mountains. Die höchste Erhebung in den Yamato Mountains bildet der Mount Fukushima, während der Mount Victor die höchste Erhebung mit 2590 Metern in den Belgica Mountains ist.

## Gesteine und Metamorphosen
Der YBK besteht hauptsächlich aus felsischen Orthogneisen und plutonischen Gesteinen, die ihre Ursache in tektonischen Ereignissen hatten. Sie sind gekennzeichnet durch weit verbreitete Granit- und Syenit-Intrusionen mit kleineren Anteilen von metamorphen Gesteinen amphibolithischer Fazies von quarzitischer-feldspatischer und intermediärer Zusammensetzung. Seltener sind Gesteine der Granulit-Fazies. Sie sind teilweise in einem syenitischen Intrusiva enthalten.

Lage des Kaapvaal-Kratons im Süden Afrikas
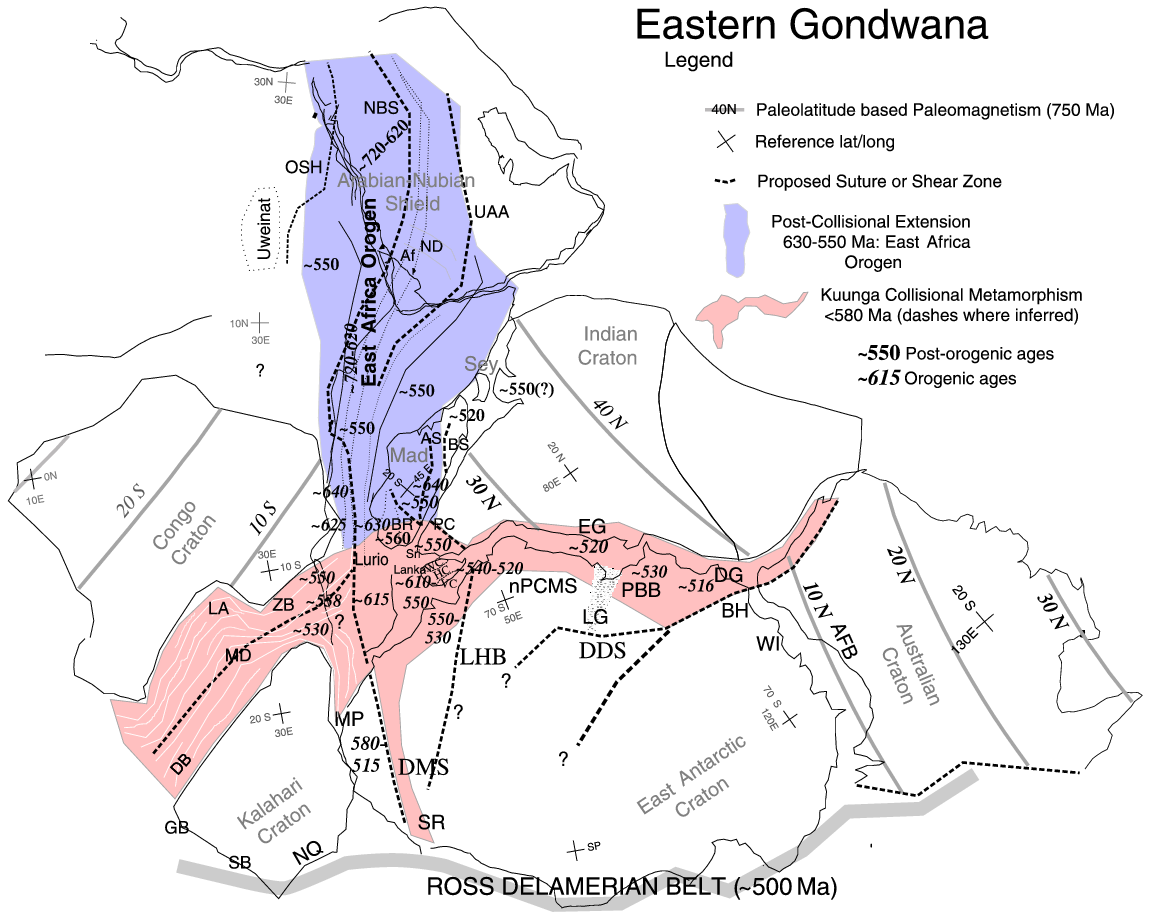
Ostafrikanisches Orogen (blau markiert) und Kuunga-Orogen (rot markiert)
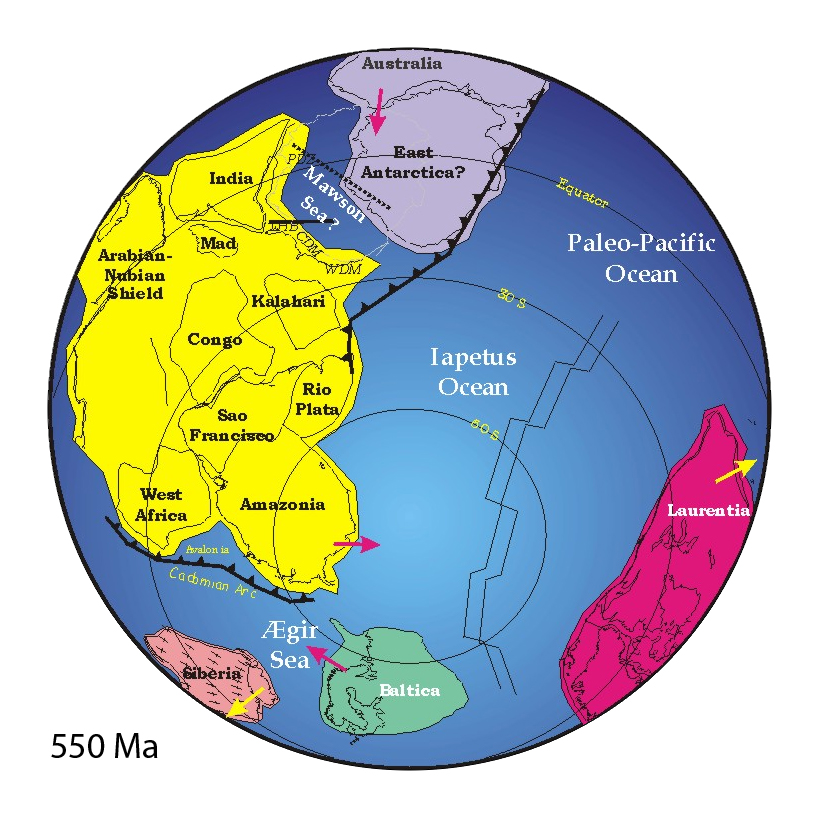
Paläogeographische Situation um 550 mya mit den gelb und lila markierten Kontinentalmassen Gondwanas

Die Altersdatierungen stammen hauptsächlich aus Zirkon-Daten, die zwischen 1.000 und 500 mya liegen, mit Ausnahme einer Lokalität, die ein Alter von ca. 2 500 mya aufweist. Quarzmonzonit und granitischer Gneis aus dem Yamato Mountains ergaben ein Alter von 535 mya, was als Zeitpunkt der Amphibolit-Fazies-Metamorphose und Magmatismus angesehen wird. Dieser Zeitraum entspricht der Kuunga-Orogenese, bei zwischen ca. 600 und 500 mya u. a. Ostantarktika und der afrikanische Kaapvaal-Kraton kollidierten und die mit zur Formierung des Großkontinents Gondwana führte. Die metamorphen Prozesse im Vijayan-Komplex und Wanni-Komplex von Sri Lanka korrelieren mit denjenigen im YBK und Rayner-Provinz (siehe → Sri Lanka).
Obwohl noch nicht genug Daten zur Verfügung stehen, um die proterozoisch-kambrische Geschichte des YBK zu bestimmen, deutet das Fehlen von Daten älterer als 1.000 mya auf juvenile Erdkrustenbildung als Inselbogenterrane im späten Mesoproterozoikum hin, ähnlich wie im Sør Rondane-Gebirge im westlichzentralen Dronning Maud Land. Diese steht im deutlichen Kontrast zum Lützow-Holm-Komplex hin, der zwar ebenfalls ein Inselbogenterran ist, aber deutlich früher entstand.